# Cadillac Cien
La Cadillac Cien est un concept-car créé par Cadillac en 2002 pour célébrer le 100e anniversaire de la marque.
La Cadillac Cien est pourvue d'un V12 Northstar de 7,5 L de cylindrée, développant une puissance de 750 ch et un couple de 610 N m. Ce moteur expérimental est à injection directe et est pourvu d'un système lui permettant de fonctionner sur 6 cylindres selon la puissance demandée, afin de réduire la consommation et la pollution.
La Cien a été dessinée par Simon Cox, du studio de Design avancé de General Motors en Grande-Bretagne, et construite en collaboration avec la société Prodrive pour en faire un véhicule pleinement opérationnel. Le châssis monocoque de la Cien est en fibre de carbone et composite et son design a été inspiré par le F-22 Raptor. Le toit est de type "Targa", permettant de transformer ce coupé en roadster.
La voiture a été vue dans le film The Island et plus récemment, dans Transformers : L'Âge de l'extinction, où on l’aperçoit sur un camion de transport allant à l'usine KSI, et ensuite dans l'entrepôt.
La Cadillac Cien est disponible dans le jeu Gran Turismo 4 ainsi que le jeu Gran Turismo Concept. Dans le 4eme opus, Il est possible d’obtenir la Cadillac Cien en réussissant les 2 courses du premier événement spécial « Rally d’Umbria Facile ». C’est sans doutes la voiture d’origine la plus puissante qu’il est possible d’obtenir lors des premières heures de jeu.